# 奇克·韋伯
威廉·亨利·韋伯(William Henry Webb)，以奇克·韋伯(Chick Webb)更為人所熟知。 (1905年2月10日–1939年6月16日) 是爵士音樂以及搖擺音樂的鼓手以及樂團領班。